# Casa de los Girones
La casa de los Girones es un antigua palacete nazarí situado en el barrio del Realejo-San Matías de la ciudad 
española de Granada, que en la actualidad alberga la delegación del Instituto Andaluz de la Juventud.

## Historia
Del siglo XIII, coetaneo del cercano Cuarto Real de Santo Domingo, fue construida sobre una un morábito almohade ocupando 630 metros cuadrados. En 1290 Mohamed II la compró y convirtió en un palacio. A fines del siglo XV fue propiedad de la hermana de Boabdil, quien la anexo a su palacio-almunia.
Tras la toma de Granada, fue sede de la Inquisición entre 1540 y 1554, fecha en que fue adquirida mediante subasta por los Téllez-Girón, quienes la reformaron en 1560 con elementos renacentistas, proceso que fue continuado, y le hizo perder sus trazas nazaries y gran parte de us superfiucie original. En 1873 los elementos islámicos supervivientes fueron descubiertos por Ignacio Ventura Sabatel, que revaloro el edificio, siendo adquirido por el Estado en 1930 y restaurado por Leopoldo Torres Balbás.

## Descripción
En la actualidad presenta un patio con alberca, y dos salas en L, al situada en un lateral presenta una puerta con yeserias y pinturas murales, similares a las de la casa de Zafra y el Corral del Carbón.